# Bruno Kuzuhara
Bruno Kuzuhara (ur. 1 kwietnia 2004 w São Paulo) – amerykański tenisista.

## Kariera tenisowa
w 2021 zadebiutował w cyklu ITF Men’s Circuit, a w 2023 w turnieju głównym ATP Challenger Tour.
W 2021 wraz z Elviną Kalievą otrzymał dziką kartę na turniej US Open w grze mieszanej. W pierwszej rundzie przegrali z parą Demi Schuurs i Sander Gillé.
Startując w rozgrywkach juniorów, Bruno Kuzuhara w 2022 roku wygrał Australian Open w grze pojedynczej oraz grze podwójnej chłopców. Podczas turnieju deblowego grał w parze z Colemanem Wongiem.
31 stycznia 2022 został liderem juniorskiego rankingu ITF.
W rankingu gry pojedynczej najwyżej był na 598. miejscu (6 marca 2023), a w zestawieniu gry podwójnej na 643. miejscu (25 lipca 2022).

### Finały juniorskich turniejów wielkoszlemowych

#### Gra pojedyncza (1–0)
| Końcowy wynik | Nr | Data             | Turniej                    | Nawierzchnia | Przeciwnik   | Wynik finału        |
| ------------- | -- | ---------------- | -------------------------- | ------------ | ------------ | ------------------- |
| Zwycięzca     | 1. | 29 stycznia 2022 | Australian Open, Melbourne | Twarda       | Jakub Menšík | 7:6(4), 6(6):7, 7:5 |

#### Gra podwójna (1–0)
| Końcowy wynik | Nr | Data             | Turniej                    | Nawierzchnia | Partner      | Przeciwnicy                          | Wynik finału |
| ------------- | -- | ---------------- | -------------------------- | ------------ | ------------ | ------------------------------------ | ------------ |
| Zwycięzca     | 1. | 28 stycznia 2022 | Australian Open, Melbourne | Twarda       | Coleman Wong | Alex Michelsen Adolfo Daniel Vallejo | 6:3, 7:6(3)  |